# كوميكو اوغورا
كوميكو اوغورا (باليابانية: 小椋久美子؛ بالكانا: おぐら くみこ) هي لاعبة كرة الريشة يابانية، ولدت في 5 يوليو 1983 في كاواغويه ‏ في اليابان.

## وصلات خارجية
- كوميكو اوغورا على موقع BWF.tournamentsoftware.com (الإنجليزية)
- كوميكو اوغورا على موقع BWFbadminton.com (الإنجليزية)
- كوميكو اوغورا على موقع اللجنة الأولمبية الدولية (الإنجليزية)
- كوميكو اوغورا على موقع أوليمبيديا (الإنجليزية)